# 小熊慎司
小熊 慎司（おぐま しんじ、1968年6月16日 - ）は、日本の政治家。立憲民主党所属の衆議院議員（5期）。
衆議院北朝鮮による拉致問題等に関する特別委員長、改革結集の会幹事長、民進党副幹事長、参議院議員（1期）、福島県議会議員（2期）、会津若松市議会議員（1期）などを務めた。

## 来歴
福島県喜多方市出身。福島県立会津高等学校卒業後、専修大学法学部に入学。大学在学中より新井将敬衆議院議員の事務所の学生スタッフを務める。1992年3月、専修大学法学部卒業。同年4月より新井将敬衆議院議員秘書、1993年に斎藤文昭衆議院議員の秘書に転じる。

### 会津若松市議、福島県議
1999年、会津若松市議会議員選挙に出馬し、初当選した。2003年、福島県議会議員選挙に自由民主党公認で会津若松市選挙区から出馬し、当選。2007年、福島県議会議員に再選。2009年、福島県議会議員を辞職し、みんなの党に入党するため自由民主党を離党した。

### 衆院選出馬、参院当選
2009年、第45回衆議院議員総選挙にみんなの党公認で福島4区から出馬したが、民主党前職の渡部恒三、自民党前職の渡部篤の後塵を拝し、得票数3位で比例復活もならず、落選。2010年、第22回参議院議員通常選挙にみんなの党公認で比例区から出馬し、当選した。

### 衆議院議員

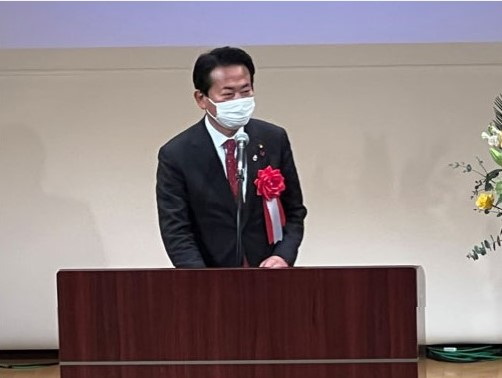
2021年12月、会津若松市にて

2012年9月、日本維新の会に参加するため、みんなの党に離党届を提出。9月28日の日本維新の会結党に参加したが、みんなの党に提出した離党届は受理されず、11月に除籍処分が下った。同年12月の第46回衆議院議員総選挙に日本維新の会公認で福島4区から立候補（立候補届出と同日に参議院議員を退職（自動失職））し、自民党新人の菅家一郎に2万票超の差で敗れたが、重複立候補していた比例東北ブロックで復活し、当選した。
2014年7月、日本維新の会の分党に際しては橋下徹大阪市長による新党結成を目指すグループに参加。分党後の日本維新の会では、国会議員団国会対策委員長代理に起用される。同年9月、結いの党・日本維新の会の合流により維新の党の結党に参加。同年12月の第47回衆議院議員総選挙では、維新の党公認で福島4区から立候補。選挙協力により民主党の玄葉光一郎衆議院議員や、かつて福島4区選出の代議士であった渡部恒三の支援も受け、前回敗れた自民党前職の菅家一郎を416票差で破り再選。
2015年10月22日、維新の党に離党届を提出し、27日に離党が了承された。11月18日、離党した村岡敏英、重徳和彦、小沢鋭仁ら3名と日本を元気にする会の山田太郎と共に、政治団体「草莽の会」の結成を総務省に届け出た。12月9日、村岡、小熊、重徳、小沢の4名で衆議院内に会派「改革結集の会」を結成した。12月21日、同じく離党組の鈴木義弘とともに政党「改革結集の会」の結党に参加し、党幹事長に就任した。
2016年3月22日、民主党の枝野幸男幹事長と改革結集の会の村岡敏英代表が会談。同党の所属議員5名のうち村岡、小熊、重徳、鈴木の4名は民進党に合流する方針が決まった。3月27日、民進党の結成大会が都内で開かれ、民進党に入党。民進党内では旧改革結集の会出身議員と行動を共にすることがしばしばあり、合流直後に村岡・重徳らと野田グループ入りを検討していることが報じられた。2017年9月の民進党代表選挙では、村岡・小熊・重徳の3人が独自候補擁立を模索する方針を表明したことが報じられ、前原誠司と枝野の一騎打ちが確定した後も、民共共闘を断ち切るよう両陣営に申し入れた。
2017年10月の第48回衆議院議員総選挙では希望の党から立候補し、小選挙区では敗れたものの、比例復活で3選。同年11月の希望の党共同代表選挙では、原発ゼロに積極姿勢を示したことなどを理由に、玉木雄一郎を支持した。
2018年5月7日、民進党と希望の党が合流し結党された国民民主党に参加した。9月11日、党役員室長に就任。
2019年4月の大阪12区補欠選挙では民共共闘に否定的であったかつての姿勢を一変させ、野党統一候補として無所属で立候補した前共産党衆議院議員宮本岳志の応援演説を積極的に行った。その後共産党は同年7月の第25回参議院議員通常選挙で1人区の候補者を取り下げ、福島県選挙区においても小熊の後継県議でみんなの党時代から行動を共にしてきた水野さちこを支援することが決定したが、水野は同選挙で落選した。
2020年1月28日の2019年度補正予算案採決では、当初は同じ福島県選出の増子輝彦らとともに令和元年東日本台風（台風19号）被災県選出の議員として党の方針に反し賛成する意向を示していたが、一転して反対票を投じた。採決後の地元紙の取材に対し、災害復旧の部分を重視した補正予算案の組み替え動議に向け「頑張ってきたが至らなかった。野党合流の大義を重んじた」と説明した。なお同じく賛成するとみられていた長野県選出の篠原孝、下条みつは採決を欠席、1月30日の参院本会議では増子と長野県選出の羽田雄一郎が賛成票を投じたため、当初賛成の意向が報じられていた国民民主党議員の中では唯一反対に回ったことになる。
2020年9月に国民民主党が、新たな国民民主党を結成するグループと立憲民主党と合流し新たな立憲民主党となったグループに分裂した際には、後者に参加した。
2021年10月31日、第49回衆議院議員総選挙では、前回敗れた菅家を破り、小選挙区から4選を果たした（菅家は比例復活で当選）。
2024年10月27日の第50回衆議院議員総選挙では、小選挙区の区割り変更に伴い福島3区から出馬し、政治資金問題の影響から比例単独立候補を認められず無所属で立候補した上杉謙太郎（菅家は同じ理由で非公認となったため不出馬）らを破り5選。

## 政策・主張
- 2011年、東日本大震災の復興補正予算が議論される中、復興予算捻出のためのODA削減に反対する超党派の議員連盟に参加した[36][37]。
- 日本国憲法の改正、集団的自衛権の行使を禁じた内閣法制局の憲法解釈の見直しに賛成[38]。憲法改正すべき項目として、情報公開・地方自治・環境権を挙げる[39]。
- 女性宮家の創設に反対[38]。
- 日本の環太平洋戦略的経済連携協定（TPP）参加に賛成[38]。
- アベノミクスを評価しない[39]。
- 消費増税の先送りをどちらかと言えば評価する[39]。
- 長期的に消費税率を10％よりも高くすることにどちらかと言えば反対[39]。
- 幼稚園・保育所から大学まで教育を無償化すべきだ[39]。
- 所得や資産の多い人に対する課税を強化すべきだ[39]。
- いますぐ原子力発電を廃止すべきだ[39]。
- ひとり親家庭やDINKSなど家族の形は多様でよい[39]。
- 非核三原則を堅持すべきだ[39]。

## 不祥事
- 2012年6月24日、福島県会津若松市で開いた国政報告会において、福島県産の物品の風評被害対策の必要性について言及した際、「『水俣湾の刺し身です』と言われたら、『相模湾』と言われるよりドキッとするのが人間の心情」と発言した。その後「水俣病患者らとの間で苦しみを共有することで福島県への偏見や誤解を解きたいとの思いからだったが、水俣の人達に対し失礼な表現だった」として謝罪した[40]。
- 2022年4月末から5月にかけて、ロシアによるウクライナ侵攻の最中にポーランド、スロバキアとウクライナを訪問した。国会議員の海外渡航には許可が必要であるが、ポーランドなどへの訪問の申請しかしなかったため、ウクライナには無許可渡航したと見られる[41]。5月10日、立憲民主党の西村智奈美幹事長は、小熊の党幹事長代理の役職を1カ月停止とする処分を発表し、衆院外務委員会理事も解任した[42]。同月17日に衆院議院運営委員会の山口俊一委員長は小熊を厳重注意とした[43]。

## 人物
- 喫煙者であり、超党派の愛煙家国会議員からなる議員連盟「もくもく会」に所属している[44]。

## 所属団体・議員連盟
- イクメン議員連盟（事務局長代理）
- もくもく会[44]

## 論文
- CiNii収録論文 国立情報学研究所

## 選挙歴
| 当落 | 選挙                         | 執行日         | 年齢 | 選挙区                     | 政党         | 得票数    | 得票率 | 定数 | 得票順位 /候補者数 | 政党内比例順位 /政党当選者数 |
| ---- | ---------------------------- | -------------- | ---- | -------------------------- | ------------ | --------- | ------ | ---- | ------------------ | ---------------------------- |
| 当   | 1999年会津若松市議会議員選挙 | 1999年4月25日  | 30   | ーー                       | 無所属       | ーー票    | ーー   |      | /                  | /                            |
| 当   | 2003年福島県議会議員選挙     | 2003年4月13日  | 34   | 会津若松市・北会津郡選挙区 | 無所属       | 7482票    | ーー   | 4    | 4/8                | /                            |
| 当   | 2007年福島県議会議員選挙     | 2007年4月8日   | 38   | 会津若松市選挙区           | 自由民主党   | 8474票    | ーー   | 4    | 3/7                | /                            |
| 落   | 第45回衆議院議員総選挙       | 2009年08月30日 | 41   | 福島県第4区                | みんなの党   | 4万2824票 | 23.07% | 1    | 3/4                | 1/0                          |
| 当   | 第22回参議院議員通常選挙     | 2010年07月11日 | 42   | 参議院比例区               | みんなの党   | 3万7222票 | 0.46%  | 48   | /                  | 6/7                          |
| 比当 | 第46回衆議院議員総選挙       | 2012年12月16日 | 44   | 福島県第4区                | 日本維新の会 | 5万36票   | 34.18% | 1    | 2/4                | 1/2                          |
| 当   | 第47回衆議院議員総選挙       | 2014年12月14日 | 46   | 福島県第4区                | 維新の党     | 5万6856票 | 42.80% | 1    | 1/4                | /                            |
| 比当 | 第48回衆議院議員総選挙       | 2017年10月22日 | 49   | 福島県第4区                | 希望の党     | 6万7073票 | 43.86% | 1    | 2/4                | 2/3                          |
| 当   | 第49回衆議院議員総選挙       | 2021年10月31日 | 53   | 福島県第4区                | 立憲民主党   | 7万6683票 | 50.96% | 1    | 1/2                | /                            |
| 当   | 第50回衆議院議員総選挙       | 2024年10月27日 | 56   | 福島県第3区                | 立憲民主党   | 9万6814票 | 54.80% | 1    | 1/3                | /                            |